# 랍디오프리스속
랍디오프리스속(Rabdiophrys)은 리자리아 생물 분류군의 하나이다. 포함되는 종으로 Rabdiophrys anulifera를 포함하여 19종으로 이루어져 있다. 누클레아리아류으로 분류하기도 한다.